# IGAFA
L'Institut Gallec de Formació en Aquicultura (IGaFA o IGAFA) és un organisme educatiu dependent de la Direcció General d'Innovació i Desenvolupament, de la Conselleria de Pesca i Assumptes Marítims del Govern Gallec (Xunta de Galícia), co-finançat pel Fons Social Europeu, on són realitzats cursos per l'obtenció dels certificats de marisquer, aquicultor i especialista en cultures marines. A més d'això realitza treballs d'investigació en cultius experimentals en col·laboració amb el Aquarium Finisterrae de Corunya i el Aquário de O Grove, i de treballs de conservació de la fauna en col·laboració amb el CEMMA
El centre està situat al municipi de l'Illa de Arousa.

## Història
Les primeres temptatives de fundar un centre de "Piscicultura" en la Ria d'Arousa es deuen a Antoni Vila i Nadal, a la fi del segle xix, quan va proposar la creació d'una única Estació Biològica Gallega, localitzada en O Carril. En el folheto Objecto y descripción del Acuario Ambulante de la Estación Zoológica de Barcelona y Escuela de Piscicultura de Arosa (1892) ell explica els detalls i exposa les seves idees sobre l'Estació. En 1900 va ser llançada la primera pedra de l'Estació en el Carril. Sota els auspícios de la reforma del Museu de Ciències Naturals, es pretenia crear l'establiment, dependent de la Universitat de Santiago de Compostel·la (USC) i a càrrec del professor d'Història Natural. No obstant això, només en 1952 va ser creat l'Institut de Investigacións Marines en Vigo.
Molt més tard, van ser creats òrgans públics com el Centro de Control do Medio Marinho (CCMM), CIMA e INTECMAR.
En la segona meitat de la dècada de 80, durant la presidència a la Xunta de Fernando González Laxe (PSdeG), va ser licitado el IGAFA, la principal arquitecta del qual va ser Pascuala Campos de Michelena, i altres van col·laborar com Rodríguez Abilleira i Teresa Táboas. Formalment, buscaven una continuïtat amb el gran número de fàbriques de conserves de l'illa, sent que el Museu del Mar de Galícia, dissenyat en Vigo per César Portela, guarda semblances amb l'edifici de la IGAFA. Va ser inaugurat en 1992, sota la presidència de Fraga Iribarne.
Des de 2005, l'IGaFA és el Centre Nacional de Formació Professional en l'Àrea de Formació en Aqüicultura i Busseig per a tot l'estat espanyol, i té la certificació ISO 9001:2000 pel Sistema de Gestió de la Qualitat.

## Oferta formativa
Els cursos de formació professional en aquicultura van ser inicialment realitzats en el centre fins 1994.
En el centre és possible fer cursos de submarinisme i aqüicultura.
Forma part de l'organització Erasmus +.
L'oferta de cursos no reglamentats inclou els de marisquera i submarinisme professional, des de 1999, sent l'únic centre de Galícia que ofereix aquesta formació.
L'oferta de cursos de formació reglamentats des de 1994 sa els Cicles Específics de Formació Professional:
- Tècnic d'Operacions de Cultiu de Aqüicultura (Intermediari)
- Tècnic Superior en Producció Aquícola" (Grau Superior)
- L'any 2000, va tenir inici l'ensenyament del cicle intermediari de aquicultura adulta (o Modular) i el Programa de Garantia Social “Aquicultura Treballador”.
- En 2001, va ser implementat el cicle intermediari "Tècnic de Submarinisme a Profunditat Mitjana".
- L'any lectiu 2003-2004, va ser leccionat el "Màster en Innovació, Tecnologia de Producció i Gestió de la Aqüicultura" (MITGA).
- Tècnic en operacions subaquàtiques i hiperbáricas.

## Instal·lacions

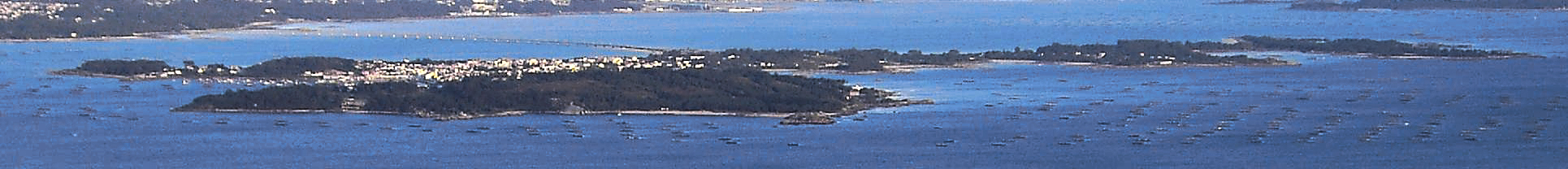
El IGaFA està en la part nord-oest de l'illa

El centre disposa d'equipaments comuns per a l'ensenyament de l'aqüicultura i el busseig, amb 11 aules per a classes teòriques, biblioteca, auditori, laboratoris de ciències i biologia, una aula d'audiovisuals i una aula d'informàtica. Per a les ensenyances específiques d'aqüicultura, disposa d'instal·lacions de cultiu de 1.175 m 2 amb els trams necessaris per al condicionament de criadors, incubació, larvicultura, alimentació larvària (fitoplàncton i zooplàncton) i preengreix d'espècies conreades, en zones de cultiu agrícoles, peixos. conreu, marisc i marisc. A més, disposa de quatre laboratoris equipats amb material òptic per a la pràctica de cicles d'aqüicultura, així com un taller d'instal·lacions de cultiu marin. També disposa d'una batea (estructura flotant de fusta per al cultiu de mol·luscs), dos llocs per a l'engreix de peixos i crustacis i un parc intermareal cedit per la Confraria de Pescadors de l'Illa d'Arousa. En el recinte exterior hi ha dues mini granges de mol·luscs, un hivernacle per a la piscicultura continental i les instal·lacions del "Pla de repoblació d'espècies marines de la costa gallega". Per a classes de busseig professionals, disposa d'aules equipades, piscina coberta, piscina exterior, cambra hiperbàrica, estació de recàrrega de gas, sala d'aquariologia, taller de soldadura, taller de mecànica i diverses embarcacions per a la pràctica docent.